# Liste der Monuments historiques in Vauciennes (Marne)
Die Liste der Monuments historiques in Vauciennes führt die Monuments historiques in der französischen Gemeinde Vauciennes auf.

## Liste der Immobilien
| Bezeichnung     | Beschreibung           | Standort                 | Kennzeichnung | Schutzstatus | Datum | Bild           |
| --------------- | ---------------------- | ------------------------ | ------------- | ------------ | ----- | -------------- |
| Kirche St-Léger | ab dem 12. Jahrhundert | Rue de la Liberté (Lage) | PA00078883    | Classé       | 1930  | weitere Bilder |

## Liste der Objekte
| Bezeichnung | Beschreibung | Standort                      | Kennzeichnung | Schutzstatus | Datum | Bild |
| ----------- | --- | ----------------------------- | ------------- | ------------ | ----- | ---- |
| Hauptaltar  | Altaraufbau, Tabernakel, Retabel und Gemälde Auferstehung; Holz, farbig gefasst und vergoldet, Ölfarbe auf Leinwand, 18. Jahrhundert | in der Kirche St-Léger (Lage) | PM51001131    | Classé       | 1977  |      |